# Delta Crateris
Delta Crateris (δ Crt / δ Crateris) é a estrela mais brilhante da constelação de Crater. Ela tem o nome tradicional Labrum.
Delta Crateris é uma gigante laranja que tem tipo espectral K0.